# 八部
八部（はちぶ）は、漢字を部首により分類したグループの一つ。
康熙字典214部首では12番目に置かれる（2画の6番目）。

## 概要

「八」の一般的な書き順

「八」は人が別れて背き合う姿に象るといわれ、「分かれる」の意味を表す。数字の8の意味は後に仮借によって生じた。
偏旁として使われるときは多く冠の位置に置かれる。その場合、「兼」のように上が広く下が狭い形に変化することもある。
八部は「八」を構成要素とする漢字を収めるとともに、「八」の字形を筆画として持つ漢字も収める。そのうちで多いものに「共」や「兵」のように脚の位置で「一」の筆画の下に「八」があるものがあるが、これは「廾」（キョウ）の変形であり、「両手でささげる」意味を表す。
書体によっては右側の払いの上部に横棒（屋根または筆押さえとも呼ばれる）が付くことがある。これは通常デザイン差とされるが、辞書によってはこれがあるものが旧字体、無いものが新字体としているものもある。
数字では二以外の四、六、八の偶数で使われており、2等分できる数字として使われている。
片仮名の「ハ」はほぼ同じ形をしているが、それは漢字の「八」から造られたからである。

## 部首の通称
八
- 日本：はち、はちがしら、は
- 中国：八字頭、八字底
- 韓国：여덟팔부（yeodeol pal bu、やっつの八部）
- 英米：Radical Eight

## 部首字
八
- 中古漢語
  - 広韻 - 博抜切
  - 詩韻 - 黠韻、入声
  - 三十六字母 - 幫母
- 現代漢語
  - 普通話 - ピンイン：bā 注音： ㄅㄚ ウェード式：pa1
  - 広東語 - Jyutping:baat3
- 日本語 - 音：ハチ（呉音） 訓：や
- 朝鮮語 - 音：팔(pal) 訓：여덟（yeodeol、八つ）

甲骨文
金文
大篆
小篆

## 例字
- 八・公・兼
- 共・兵・具・其
- 六・典・冀
- 䒑（読みはない）
- 興（辞書によっては臼部）
  - 四→囗部

### 八部の画数が最大である漢字
𠔻（読み方は「せい」）。